# Louis Delobeau
Louis Arthur Delobeau, né le 2 septembre 1834 à Brest et mort le 22 mai 1912 à Paris, est un homme politique et un juriste français, sénateur-maire de Brest. 

## Biographie
Il fait des études de droit à Paris et exerce ensuite la profession d’avoué à Brest.

### Carrière politique
Lors de la campagne électorale  du plébiscite demandé par Napoléon III en mai 1870, il est une personnalité républicaine en vue du comité antiplébiscitaire brestois qui obtient un succès local retentissant avec 5 597 non contre 2 347 oui.

Aux élections municipales de 1871, il est élu conseiller municipal de Brest, puis devient ensuite conseiller d’arrondissement.

En 1884, il est élu maire de la ville et, à ce titre, préside les réceptions données à l’occasion de la première visite de la flotte militaire russe en 1891. Il reçoit alors la croix de chevalier de la Légion d’honneur et est fait commandeur de Saint-Stanislas.
Il est aussi élu comme conseiller général du 1er canton.
Candidat républicain aux élections sénatoriales partielles de 1893, il est élu, puis réélu en 1894 et en 1903.

Il siège dans le groupe de la gauche républicaine et de l'Union républicaine.

Au Sénat, il s’intéresse principalement aux affaires militaires et donc à la marine de guerre et aux affaires maritimes, mais savait intervenir sur beaucoup d’autres sujets.

Une épidémie ayant frappé sa ville en 1894, il reçoit alors une médaille d’honneur pour son rôle dans la lutte.
En 1900, il se démet de ses fonctions de maire, mais les reprend en 1908, à la suite des pressions des habitants.

Son administration décide de construire de nombreuses écoles et d’améliorer les services d’hygiène. Il soutient la création de chemins de fer d’intérêt local.

En 1905, il vote contre la loi de séparation de l’Église et de l’État, alors qu’en 1897, il avait dénoncé les «menées cléricales dans l'Ouest».

En 1908, il préside les fêtes celtiques de Brest organisées en coopération avec le Gorsedd de Bretagne. À cette occasion, il est investi comme barde d’honneur.

En 1912, il ne se représente pas aux élections municipales pour des raisons de santé et meurt dans l’année en cours de mandat au Sénat.

## Distinctions
- Chevalier de la Légion d'honneur (26 juin 1893)
- Commandeur de l'Ordre de Saint-Stanislas (Russie impériale)